# Heracles de Macedonia
Heracles de Macedonia (327/326-309 a. C.) era el nombre del hijo primogénito e ilegítimo de Alejandro Magno con su amante Barsine, hija del sátrapa Artabazo II de Frigia, y viuda de los estrategos, mercenarios y hermanos, Mentor y Memnón de Rodas. Heracles nació posiblemente durante las campañas de su padre en la India. Según palabras del historiador A. B. Bosworth «en dos breves momentos desempeñó el papel de peón en el juego del imperio, pero nunca se le consideró en ningún sentido heredero de su padre».

## Biografía
Lo nombraron como el héroe mítico de quien la familia real de Macedonia decía descender. En el momento de su nacimiento no había razón para considerar a Heracles como un candidato posible al trono. Su padre tenía 29 años y se acababa de casar con Roxana, una princesa de Bactria, y no se dudaba que tendría hijos legítimos para ser herederos al trono.
De hecho, aunque Alejandro murió en 323 a. C., con 32 años, Roxana dio a luz un hijo legítimo, medio hermano de Heracles, llamado Alejandro IV de Macedonia, poco después de la muerte de su padre. Heracles y su madre habían dejado la corte poco después de su nacimiento y no estuvieron implicados en los conflictos y las disputas entre los generales de Alejandro, centradas en quién gobernaría las varias partes del imperio hasta que llegara a la edad adulta el hijo de Alejandro. Heracles vivió en una oscuridad relativa en Pérgamo hasta el asesinato de su hermano Alejandro IV en 309 a. C. a manos de Casandro.
Entonces Poliperconte, uno de los diádocos regente del Macedonia que había sido sustituido por Casandro y que había desaparecido los seis años anteriores, intentó reaparecer en la política poniendo a Heracles en el trono como el único heredero superviviente de Alejandro Magno.
Poliperconte trabajó para formar a un ejército que consistía en 1.000 hombres de caballería y 20.000 hombres de infantería y desafió al ejército de Casandro. En vez de luchar, Casandro comenzó las negociaciones con Poliperconte. Ofreciendo hacerle general de su propio ejército y colocándolo como el gobernador del Peloponeso, Casandro convenció a Poliperconte que cambiara a su bando en vez del de Heracles. Poliperconte entonces procedió a asesinar a Heracles y a su madre. Heracles tenía solamente 17 años en el momento de su asesinato (finales del 309 a. C.).